# Upper Island Cove
Upper Island Cove is een gemeente (town) in de Canadese provincie Newfoundland en Labrador, in het zuidoosten van het eiland Newfoundland.

## Geografie
De gemeente ligt aan Conception Bay in het oosten van het schiereiland Bay de Verde. Upper Island Cove maakt deel uit van de Agglomeratie Bay Roberts.
De plaats ligt ten noordoosten van Bishop's Cove, ten oosten van The Thicket en ten zuidwesten van Bryant's Cove.

## Demografie
Demografisch gezien is Upper Island Cove, net zoals de meeste kleine dorpen op Newfoundland, aan het krimpen. Tussen 1996 en 2021 daalde de bevolkingsomvang van 2.034 naar 1.401. Dat komt neer op een daling van 633 inwoners (-31,1%) in 25 jaar tijd.
| Jaar | Aantal inwoners | Verschil |
| ---- | --------------- | -------- |
| 1991 | 1.961           | –        |
| 1996 | 2.034           | +3,7%    |
| 2001 | 1.774           | -12,8%   |
| 2006 | 1.667           | -6,0%    |
| 2011 | 1.594           | -4,4%    |
| 2016 | 1.561           | -2,1%    |
| 2021 | 1.401           | -10,2%   |

### Taal
In 2021 hadden alle inwoners van Upper Island Cove het Engels als moedertaal. Tien mensen waren daarnaast ook het Frans machtig (0,7%).

## Zie ook

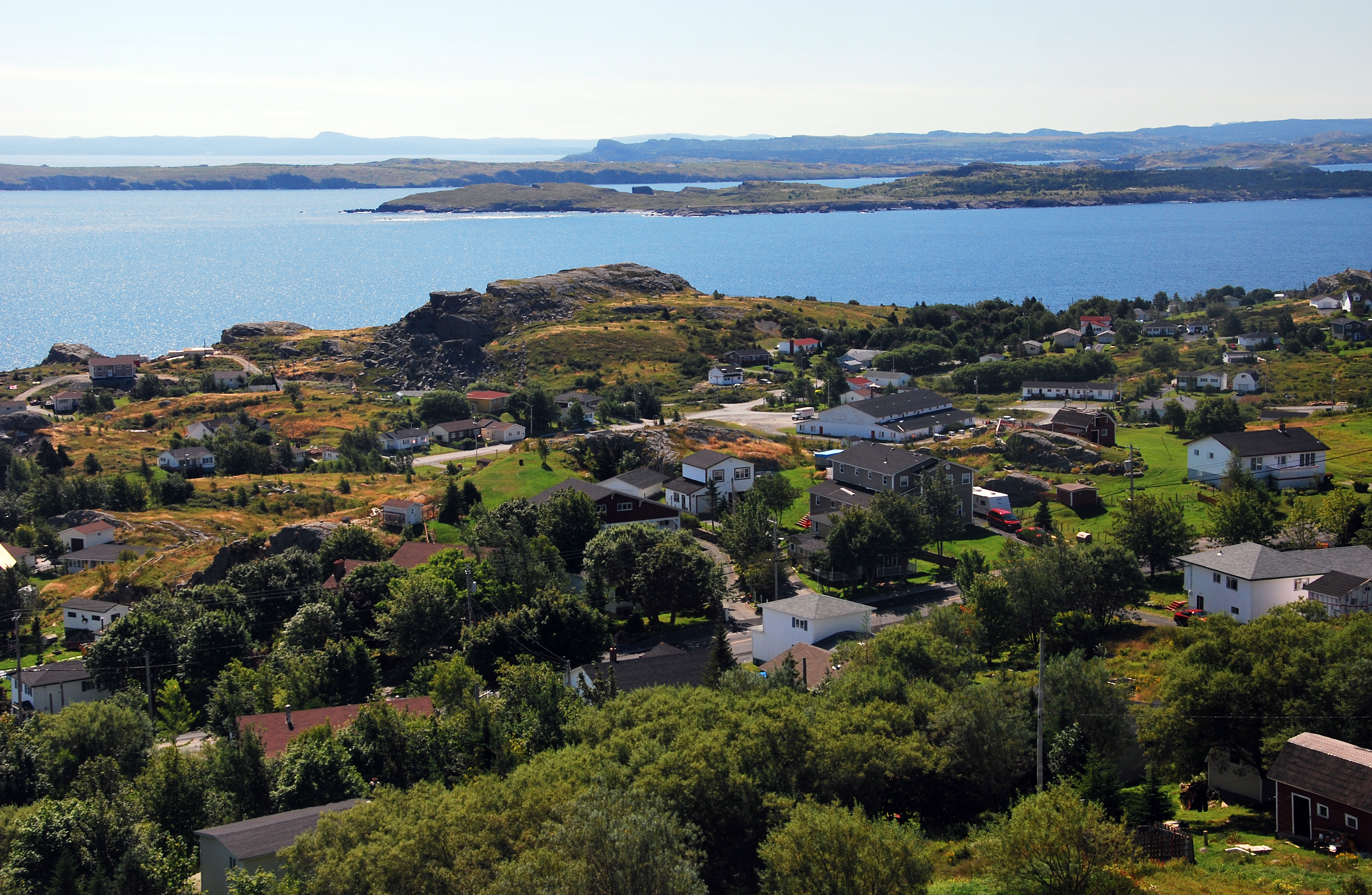
Zicht op Upper Island Cove met Conception Bay op de achtergrond.